# Rougemont-le-Château
Pour les articles homonymes, voir Rougemont.
Rougemont-le-Château est une commune française située dans le département du Territoire de Belfort, la région culturelle et historique de Franche-Comté et la région administrative Bourgogne-Franche-Comté. 
Ses habitants sont appelés les Rougemontois.

## Géographie

### Localisation
Le village est situé au pied des Vosges du sud, à la limite entre la région de Franche-Comté et celle d'Alsace au point de jonction de deux anciennes voies romaines dont l'une  reliait Langres à Strasbourg en longeant le massif vosgien et l'autre venait de Belfort après avoir traversé Offemont.

### Géologie et relief
Vue panoramique depuis le château.
Le nom du village, à l'origine Rubromonte ou Rubens Mons ou Rotenberg ou encore Rothenburg en allemand, est dû à la couleur de la roche affleurant à cet endroit.
C'est l'une des 201 communes du Parc naturel régional des Ballons des Vosges, réparties sur quatre départements : les Vosges, le Haut-Rhin, le Territoire de Belfort et la Haute-Saône.

### Hydrographie et les eaux souterraines
Le bassin houiller stéphanien sous-vosgien s’étend aux alentours, entre Ronchamp et Romagny.
Le village est traversé par la rivière Saint-Nicolas, qui prend sa source à 6 km dans le hameau du même nom, sur le territoire de la commune.
Hydrogéologie et climatologie : Système d’information pour la gestion des eaux souterraines du bassin Rhin-Meuse :
Territoire communal : Occupation du sol (Corinne Land Cover); Cours d'eau (BD Carthage),
Géologie : Carte géologique; Coupes géologiques et techniques,
 Hydrogéologie : Masses d'eau souterraine; BD Lisa; Cartes piézométriques.
Cours d'eau traversant la commune :
- La Bourbeuse[3],
- Hahnenbaechle[4],
- La Sainte-Catherine[5],
- Le Reflet[6].

### Sismicité
Commune située dans une zone de sismicité modérée.

### Climat
Pour des articles plus généraux, voir Climat de la Bourgogne-Franche-Comté et Climat du Territoire de Belfort.
En 2010, le climat de la commune est de type climat de montagne, selon une étude du Centre national de la recherche scientifique s'appuyant sur une série de données couvrant la période 1971-2000. En 2020, Météo-France publie une typologie des climats de la France métropolitaine dans laquelle la commune est exposée à un climat semi-continental et est dans la région climatique  Vosges, caractérisée par une pluviométrie très élevée (1 500 à 2 000 mm/an) en toutes saisons et un hiver rude (moins de 1 °C). 
Pour la période 1971-2000, la température annuelle moyenne est de 9,5 °C, avec une amplitude thermique annuelle de 17,1 °C. Le cumul annuel moyen de précipitations est de 1 397 mm, avec 12,8 jours de précipitations en janvier et 10,7 jours en juillet. Pour la période 1991-2020, la température moyenne annuelle observée sur la station météorologique de Météo-France la plus proche, « Felon_sapc », sur la commune de Felon à 3 km à vol d'oiseau, est de 10,3 °C et le cumul annuel moyen de précipitations est de 1 056,1 mm. 
La température maximale relevée sur cette station est de 38 °C, atteinte le 7 août 2015 ; la température minimale est de −19,3 °C, atteinte le 20 décembre 2009,,. 
Les paramètres climatiques de la commune ont été estimés pour le milieu du siècle (2041-2070) selon différents scénarios d'émission de gaz à effet de serre à partir des nouvelles projections climatiques de référence DRIAS-2020. Ils sont consultables sur un site dédié publié par Météo-France en novembre 2022.

### Intercommunalité
Commune membre de la Communauté de communes des Vosges du Sud.

## Urbanisme

### Typologie
Au 1er janvier 2024, Rougemont-le-Château est catégorisée bourg rural, selon la nouvelle grille communale de densité à sept niveaux définie par l'Insee en 2022.
Elle appartient à l'unité urbaine de Rougemont-le-Château, une agglomération intra-départementale regroupant quatre  communes, dont elle est ville-centre,,. Par ailleurs la commune fait partie de l'aire d'attraction de Belfort, dont elle est une commune de la couronne,. Cette aire, qui regroupe 91 communes, est catégorisée dans les aires de 50 000 à moins de 200 000 habitants,.

### Occupation des sols
L'occupation des sols de la commune, telle qu'elle ressort de la base de données européenne d’occupation biophysique des sols Corine Land Cover (CLC), est marquée par l'importance des forêts et milieux semi-naturels (78 % en 2018), une proportion sensiblement équivalente à celle de 1990 (78,6 %). La répartition détaillée en 2018 est la suivante : 
forêts (78 %), prairies (9,8 %), zones urbanisées (5,1 %), zones agricoles hétérogènes (2,9 %), espaces verts artificialisés, non agricoles (2,6 %), mines, décharges et chantiers (1,6 %). L'évolution de l’occupation des sols de la commune et de ses infrastructures peut être observée sur les différentes représentations cartographiques du territoire : la carte de Cassini (XVIIIe siècle), la carte d'état-major (1820-1866) et les cartes ou photos aériennes de l'IGN pour la période actuelle (1950 à aujourd'hui).

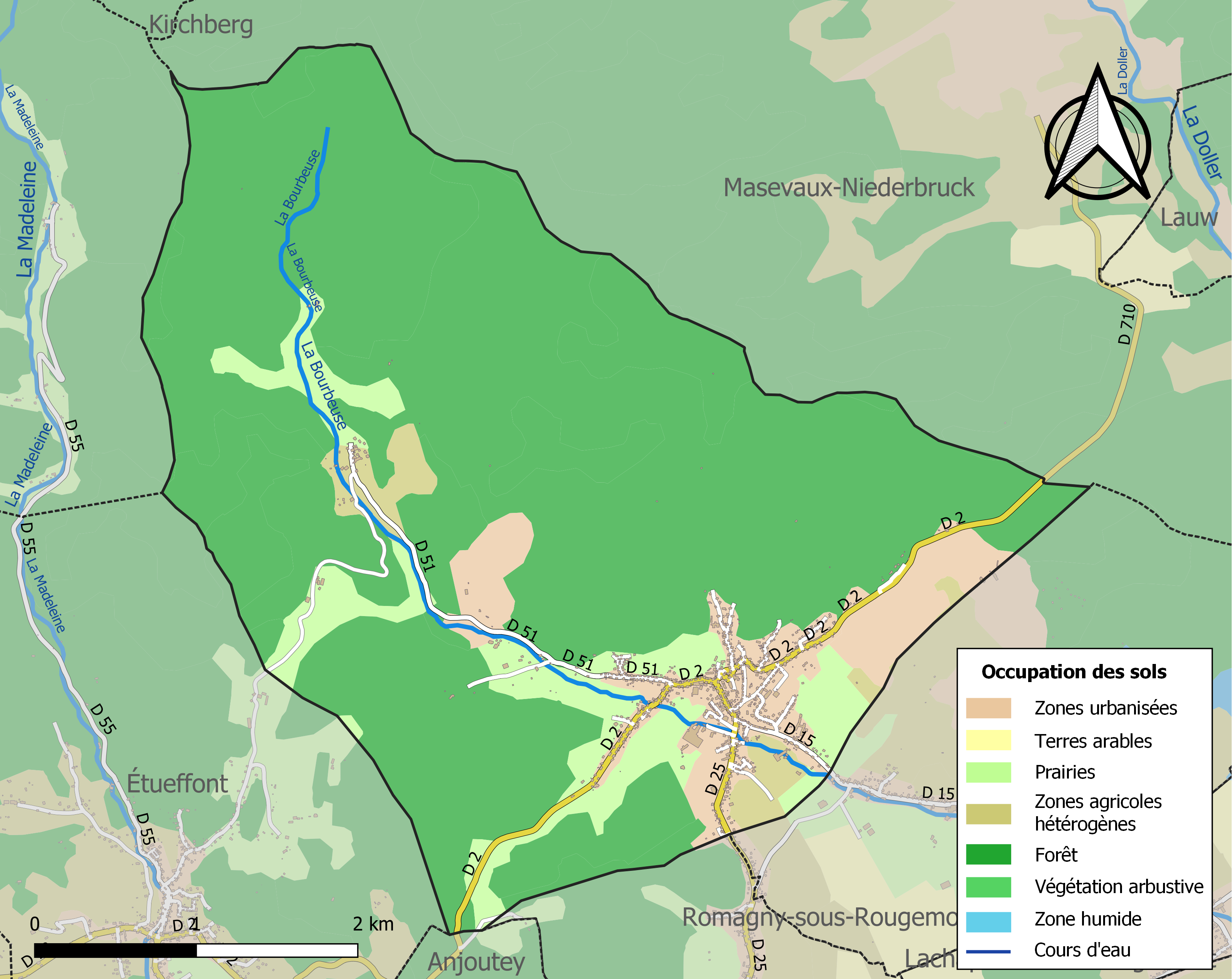
Carte des infrastructures et de l'occupation des sols de la commune en 2018 (CLC).

### Voies de communications et transports

#### Voies routières
- D2 vers Étueffont[21],
- D15 vers Leval, Petitefontaine.

#### Transports en commun
- Liste des lignes de bus du Territoire de Belfort

##### SNCF
- Gare de Thann-Saint-Jacques,
- Gare de Chèvremont,
- Gare de Bitschwiller,
- Gare de Thann,
- Gare des Trois-Chênes.

##### Transports aériens
- Aérodrome de Belfort - Fontaine

## Toponymie
- Rubeo monte (1105/1234), Rotinberc (1278), Roigemont (1295/1309), Rotenburg (1337), Rotenberg (1366), Rottenbergk mit dem ganzen Rottenbergerthal (1579), Rougemont (1793), Rougemont-le-Château (1893).
- En allemand : Rothenberg ou Rothenburg[22].

## Histoire

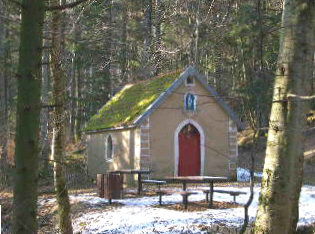
Chapelle Sainte-Catherine près du château.
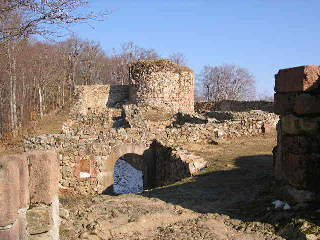
Ruine du château fort de Rougemont.
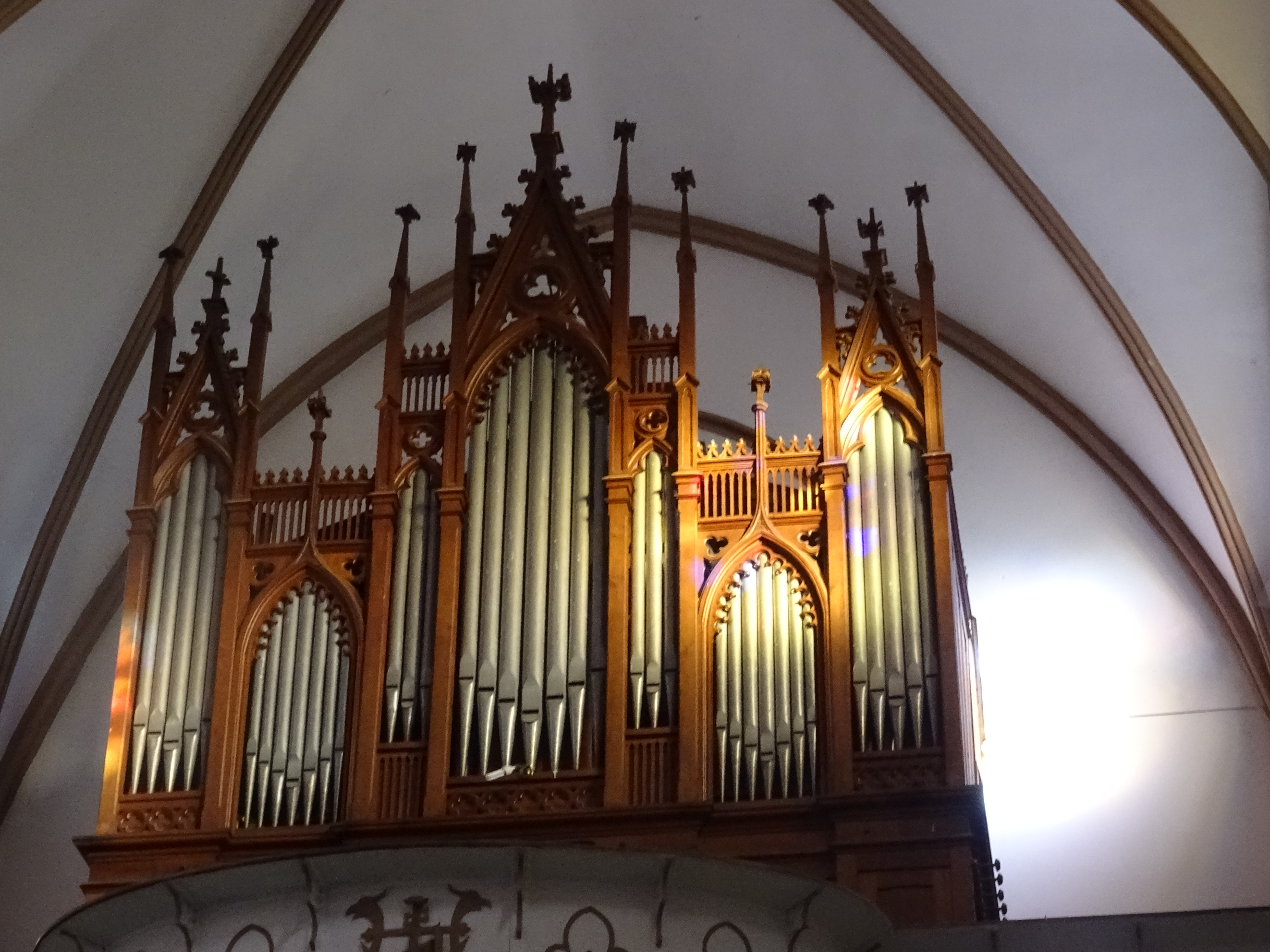
Orgue de l'église.

- Fin du XIe siècle : fondation du prieuré de Saint-Nicolas dans la vallée qui porte ce nom.
- Fin du XIIe siècle : construction par le comte Frédéric II de Ferrette du château fort situé sur un éperon (Montagne des Boules, 736 m d'altitude) dominant le village.
- Milieu du XIIIe siècle : fortification du village de Rougemont et construction du 'Château-bas'. Bien que 'situé en Allemagne', Jean de Ferrette est vassal d'Othon, comte de Bourgogne.
- 1295 Jean de Ferrette fait don à son oncle Thiébaud de Ferrette de '...mon châtel haut de Rougemont, mon châtel et ma forteresse sise dessous le châtel haut, la chatellenie...'.
- 1347 : Albert II de Habsbourg, archiduc d'Autriche, hérite de Rougemont et du comté de Ferrette à la mort de son épouse Jeanne de Ferrette. La seigneurie de Rougemont restera autrichienne jusqu'à la fin de la guerre de Trente Ans, en 1648.
- En 1350 existe une chapelle dépendant de la paroisse d'Angeot.
- Fin du XIVe siècle : siège et incendie du château-haut par une bande de mercenaires conduite par Arnaud de Cervole (dit l' 'Archiprêtre') ou par Enguerrand de Coucy. Les objets trouvés lors des fouilles de dégagement des ruines effectuées entre 1977 et 1990 se trouvent au Musée d'Histoire de Belfort.
- 1620 : à la paroisse de Rougemont sont rattachés les villages de Romagny-sous-Rougemont et Leval ainsi que le hameau de Saint-Nicolas.
- 1696 : le fief de Rougemont revient au marquis d'Huxelles.
- 1852 : début de la construction de l'église actuelle, dédiée à saint Pierre. Les travaux s'achèvent en 1868.
- 1870 : durant la guerre franco-allemande de 1870, le 2 novembre, au moment où la ville de Belfort est investie, le « combat du Champ-des-Fourches », entre Masevaux et Rougemont, oppose une colonne prussienne au bataillon de mobiles de la Haute-Saône renforcé de volontaires locaux[23].
- 1871 : en conséquence de la signature du traité de Francfort signé le 10 mai, Rougemont et les trois autres villages « francophones » Leval, Petitefontaine et Romagny sont détachés du canton de Masevaux pour constituer ce qui était à l'époque le plus petit canton de France avec 2681 habitants au recensement de 1881

Le XIXe siècle voit le village s'industrialiser, comme la plupart de ceux du pays sous-vosgien situés sur des cours d'eau. D'abord un tissage mécanique de 250 métiers installé par Victor Ehrard vers le milieu du siècle qui fabriquait du calicot mais aussi une usine de pièces détachées pour l'industrie textile, quincaillerie, serrurerie, petite fonderie, une tuilerie et un four à chaux vers la fin du siècle. 
La séparation du Territoire de Belfort de l'Alsace en 1871 provoqua une arrivée massive d'Alsaciens qui refusaient la germanisation, et parmi eux le député alsacien Émile Keller, fier défenseur de l'Alsace et du territoire de Belfort français. La disponibilité de cette main-d'œuvre et la volonté des industriels alsaciens de garder une tête de pont économique sur le territoire français favorisa l'implantation de nouvelles industries dans le Territoire de Belfort. En 1900, la population du village dépassait 2 300 habitants pour un peu plus de 1 200 en 2004.
- 1913 : Rougemont est relié à Belfort par le chemin de fer d'intérêt local. Cette voie métrique qui rejoint la ligne Belfort-Sentheim (Haut-Rhin) à l'embranchement des Errues aura un rôle capital pendant le conflit de 1914-1918.

## Politique et administration

### Liste des maires
| Période                                  | Période  | Identité             | Étiquette | Qualité |
| ---------------------------------------- | -------- | -------------------- | --------- | ------- |
| Les données manquantes sont à compléter. |          |                      |           |         |
| 1971                                     | 1977     | Ernest Novier        | UNR       |         |
| 1977                                     | 1983     | Come Petitjean       | DVD       |         |
| 1983                                     | 1995     | Jean-François Bailly | DVD       |         |
| 1995                                     | 2014     | Michel Berné         | MRC       |         |
| 2014                                     | En cours | Didier Vallverdu     | LR        |         |

### Budget et fiscalité 2021
En 2021, le budget de la commune était constitué ainsi :
- total des produits de fonctionnement : 834 000 €, soit 535 € par habitant ;
- total des charges de fonctionnement : 726 000 €, soit 466 € par habitant ;
- total des ressources d’investissement : 368 000 €, soit 236 € par habitant ;
- total des emplois d’investissement : 239 000 €, soit 153 € par habitant ;
- endettement : 793 000 €, soit 509 € par habitant.

Avec les taux de fiscalité suivants :
- taxe d’habitation : 9,11 % ;
- taxe foncière sur les propriétés bâties : 26,63 % ;
- taxe foncière sur les propriétés non bâties : 52,55 % ;
- taxe additionnelle à la taxe foncière sur les propriétés non bâties : 0,00 % ;
- cotisation foncière des entreprises : 0,00 %.

Chiffres clés Revenus et pauvreté des ménages en 2020 : médiane en 2020 du revenu disponible, par unité de consommation : 22 670 €.

### Jumelages
- Diónysos (ville) (Grèce) depuis 2016. Rougemont-le-Château est jumelée avec la ville de Diónysos en Grèce[29].

## Population et société

### Démographie

#### Évolution démographique
L'évolution du nombre d'habitants est connue à travers les recensements de la population effectués dans la commune depuis 1793. Pour les communes de moins de 10 000 habitants, une enquête de recensement portant sur toute la population est réalisée tous les cinq ans, les populations de référence des années intermédiaires étant quant à elles estimées par interpolation ou extrapolation. Pour la commune, le premier recensement exhaustif entrant dans le cadre du nouveau dispositif a été réalisé en 2006.

En 2022, la commune comptait 1 481 habitants, en évolution de +0,47 % par rapport à 2016 (Territoire de Belfort : −2,78 %, France hors Mayotte : +2,11 %).
| 1793 | 1800 | 1806 | 1821  | 1831  | 1836  | 1841  | 1846  | 1851  |
| ---- | ---- | ---- | ----- | ----- | ----- | ----- | ----- | ----- |
| 820  | 860  | 828  | 1 044 | 1 250 | 1 259 | 1 186 | 1 271 | 1 355 |

| 1856  | 1861  | 1866  | 1872  | 1876  | 1881  | 1886  | 1891  | 1896  |
| ----- | ----- | ----- | ----- | ----- | ----- | ----- | ----- | ----- |
| 1 214 | 1 316 | 1 481 | 1 630 | 1 874 | 2 054 | 2 229 | 2 316 | 2 329 |

| 1901  | 1906  | 1911  | 1921  | 1926  | 1931  | 1936  | 1946  | 1954  |
| ----- | ----- | ----- | ----- | ----- | ----- | ----- | ----- | ----- |
| 2 338 | 2 252 | 2 130 | 1 847 | 1 763 | 1 644 | 1 537 | 1 415 | 1 482 |

| 1962  | 1968  | 1975  | 1982  | 1990  | 1999  | 2006  | 2011  | 2016  |
| ----- | ----- | ----- | ----- | ----- | ----- | ----- | ----- | ----- |
| 1 409 | 1 375 | 1 318 | 1 301 | 1 198 | 1 198 | 1 374 | 1 388 | 1 474 |

| 2021  | 2022  | - | - | - | - | - | - | - |
| ----- | ----- | - | - | - | - | - | - | - |
| 1 486 | 1 481 | - | - | - | - | - | - | - |

### Enseignement
Établissements d'enseignements :
- Écoles maternelles et primaires,
- Collège,
- Lycées à Masevaux-Niederbruck, Valdoie, Belfort, Thann.

### Santé
Professionnels et établissements de santé :
- Médecins,
- Pharmacies à Rougemont-le-Château, Masevaux,
- Hôpital Nord Franche-Comté à Trévenans[36],[37], hôpitaux à Masevaux, Sentheim, Thann.

### Cultes
- Culte catholique, Paroisse Saint Nicolas[38], Diocèse de Belfort-Montbeliard.

## Économie

### Entreprises et commerces

#### Agriculture
- Culture et élevage associés.
- Sylviculture et autres activités forestières.

#### Tourisme
- Hébergement touristique et autre hébergement de courte durée.
- Gîtes de France.
- Camping de Masevaux.

#### Commerces
- Commerces et services de proximité.
- Patrimoine industriel :
  - Tissage de coton Winckler puis Roy, puis usine de construction électrique Teen, actuellement MCB[39].
  - Tissage de coton Erhard puis Manufacture de Rougemont, puis usine de petite métallurgie Filiac[40].
  - Usine de petite métallurgie Schmerber, puis Schmerber Fils et Cie, puis Kern, puis Tréfilor, puis usine de traitement de surface des métaux Revêtement et Décoration, actuellement Thécla[41].
  - Usine de préparation de produit minéral Keller, puis scierie Munsch[42].

## Culture locale et patrimoine

### Lieux et monuments

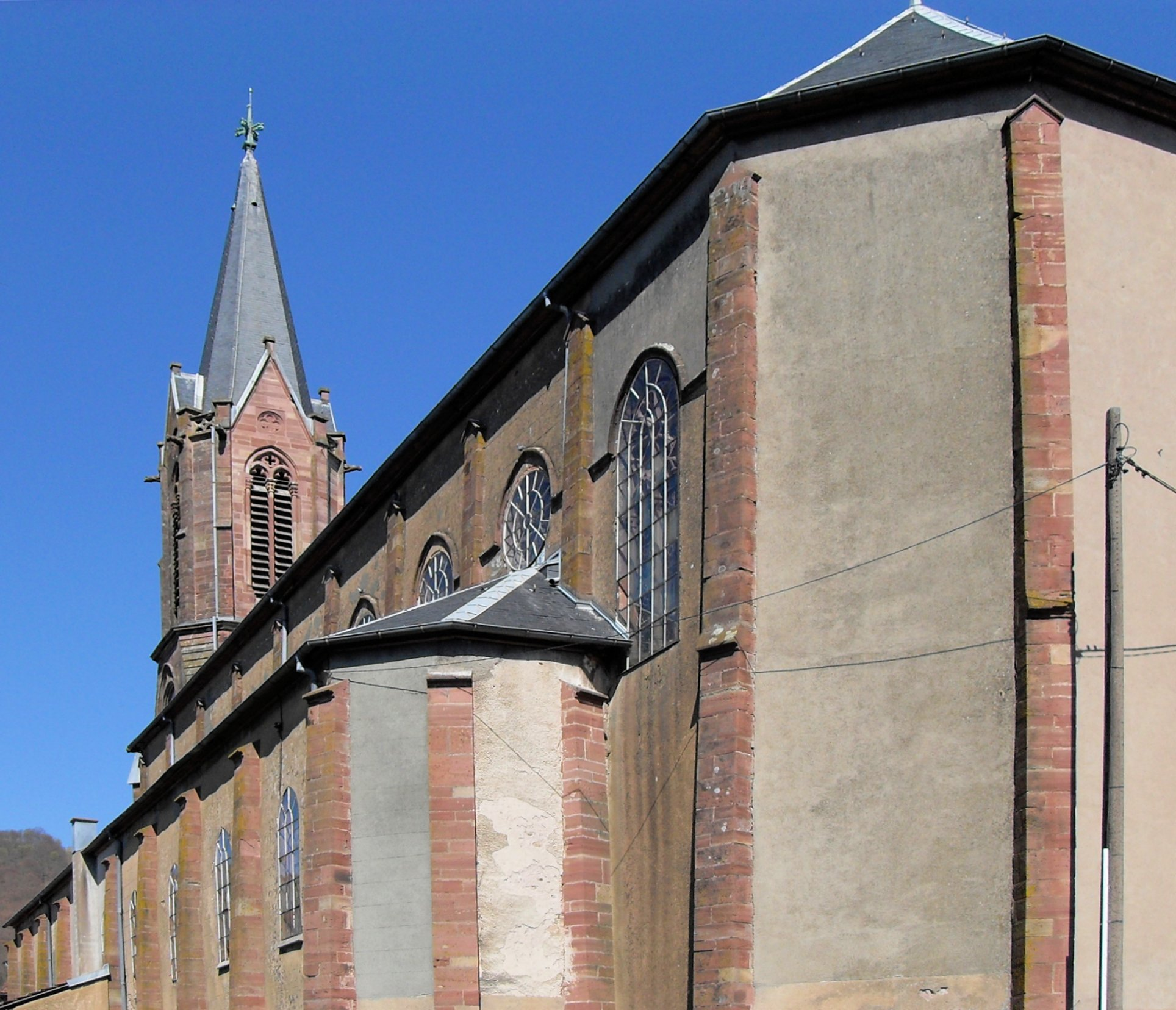
L'église Saint-Pierre.
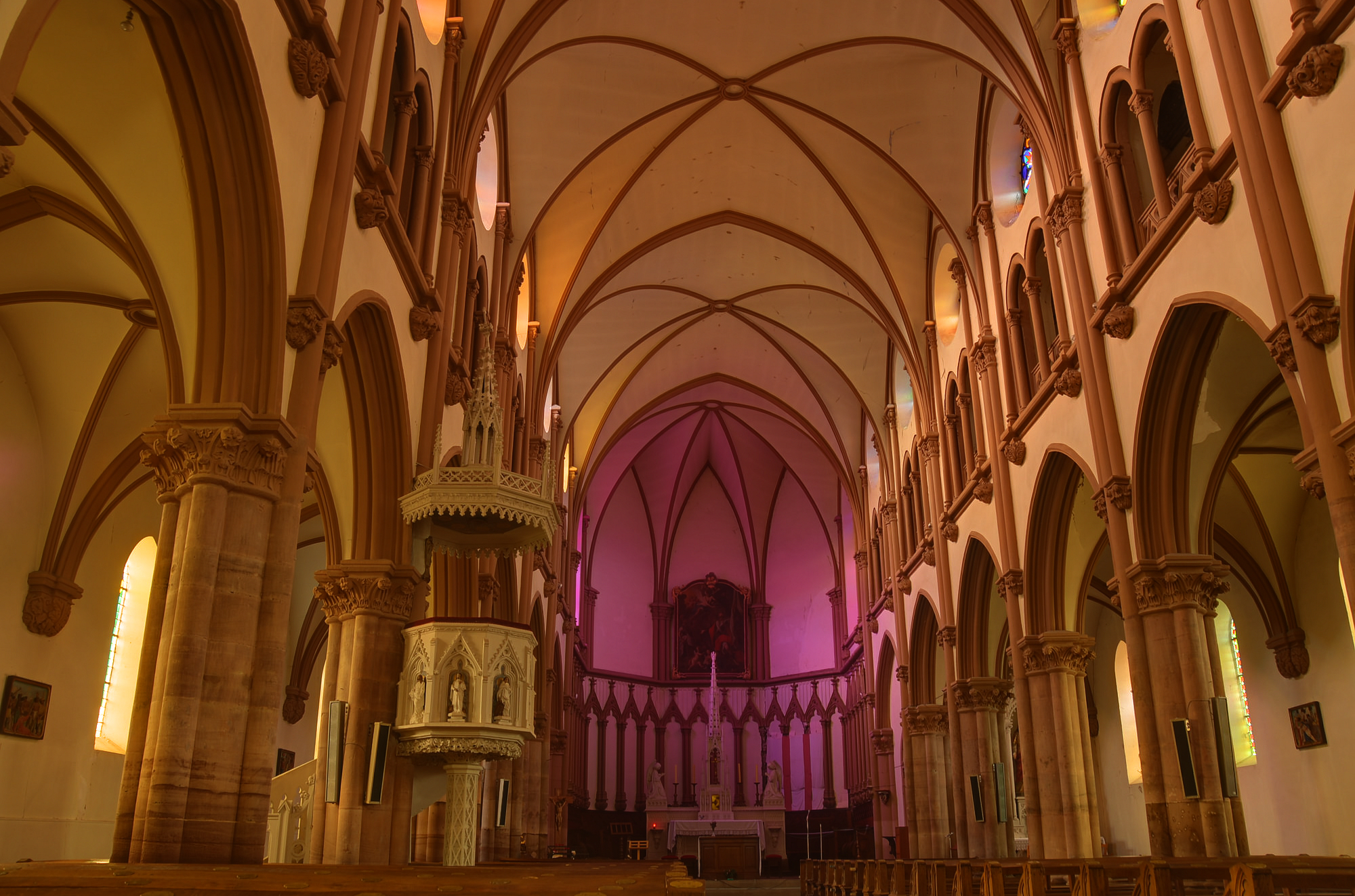
Saint-Pierre, l'intérieur.
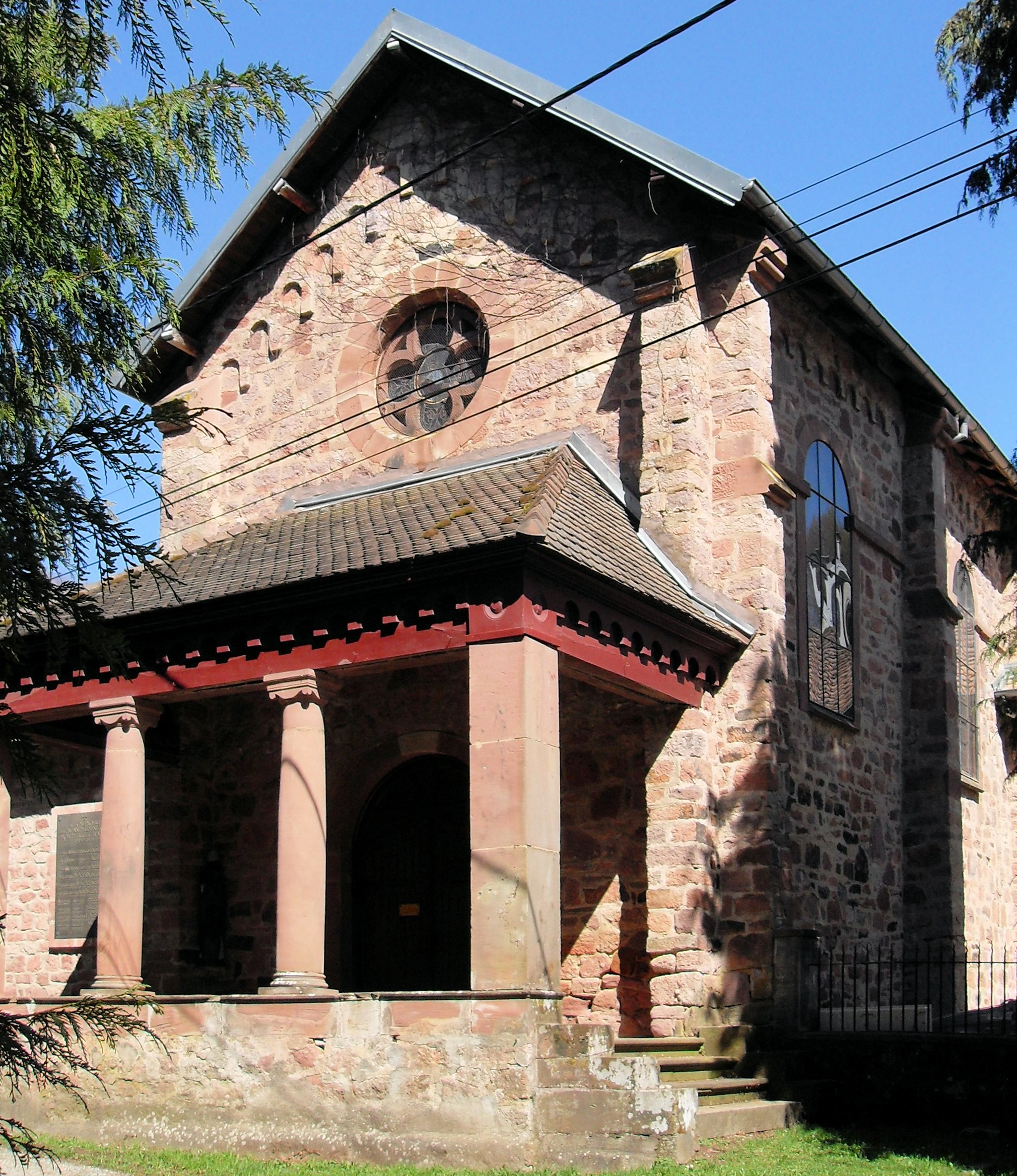
Saint-Nicolas, côté ouest.
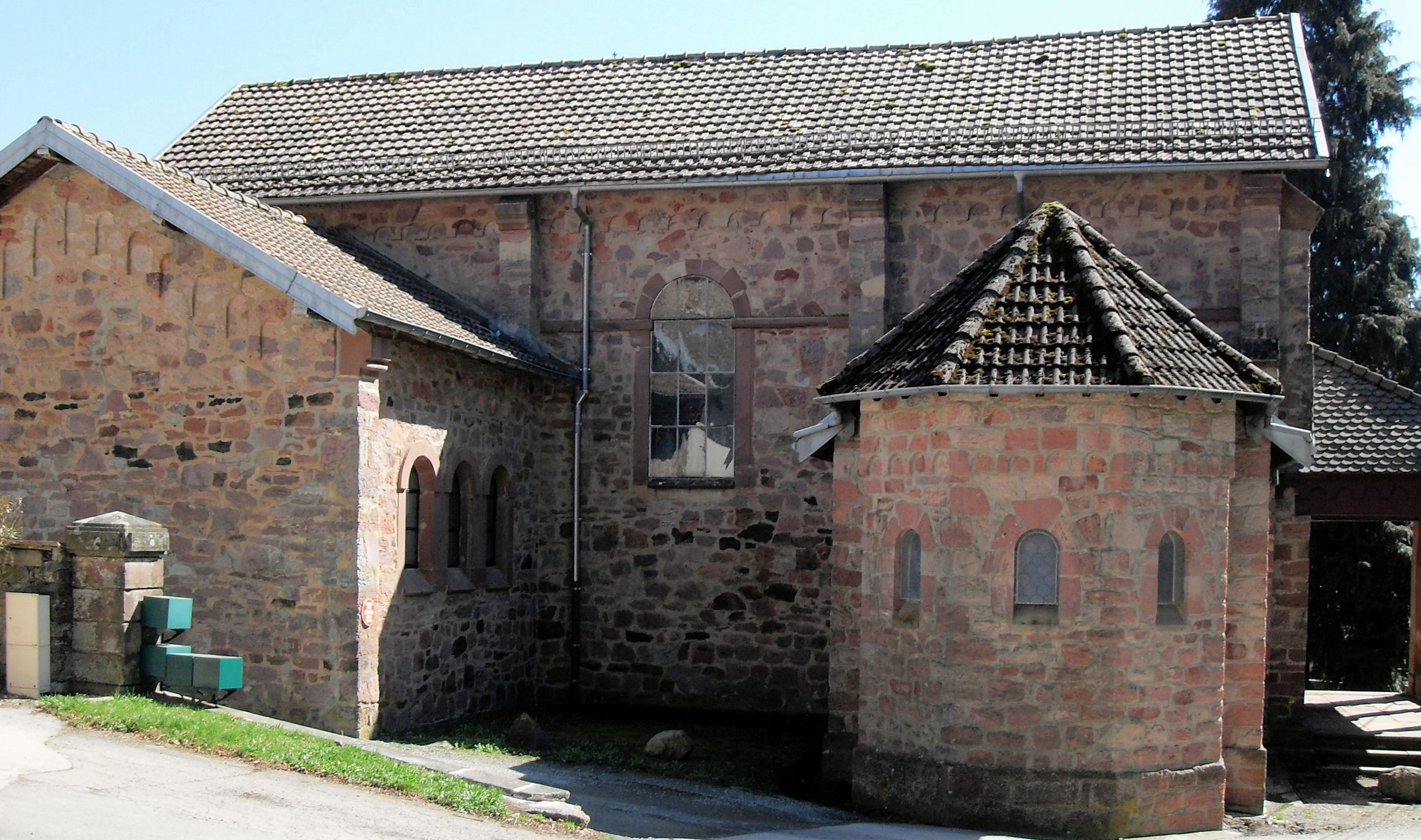
Saint-Nicolas, côté nord.

- L'église Saint-Pierre[43] et son orgue[44].
- La chapelle Sainte-Catherine est située près des ruines du château fort[45], sur le versant est de la vallée de Saint-Nicolas. De nombreux chemins forestiers permettent des randonnées dans le massif. Le bâtiment actuel date de 1876, il a remplacé une chapelle faisant partie d'un ermitage existant déjà au XVe siècle[46]. Les fondations de la Maison du moine et la Source Sainte-Catherine sont visibles à proximité. La chapelle abritait une statue de sainte Catherine datant du XVIIIe siècle en bois polychrome. Elle a été restaurée dans les années 1980.
- Le couvent de Saint-Nicolas, la chapelle Saint-Nicolas[47] et le château Keller datent du milieu du XIXe siècle. Ils ont été construits par Émile Keller (1828-1909), qui fut élu député de Belfort à plusieurs reprises.

Le jardin du couvent Saint-Nicolas.
- La statue de la Sainte Vierge, haute d'une dizaine de mètres, a été érigée après la fin de la Seconde Guerre mondiale[49].
- Monuments commémoratifs[50].
- Château de Rougemont.

### Héraldique
| Blason de Rougemont-le-Château | Blason  | D'azur à la montagne de gueules chargée de trois besants d'or et sommée d'une tour d'or, maçonnée de sable. |
| Blason de Rougemont-le-Château | Détails | Armes parlantes. Adopté par la municipalité.                                                                |

## Pour approfondir